# 禾塘崗
禾塘崗是香港一個山峰，北峰海拔為704米，位於新界中部，為大帽山的西脊，緩緩垂下荃錦坳荃錦公路。在地區行政上，禾秧山橫跨元朗區及荃灣區。
2009年10月1日起，麥理浩徑第八段M153至M156永久改道，棄用大帽山道，改經禾塘崗山脊，以提供更佳的行山體驗。